# ハバクク書
『ハバクク書』（ヘブライ語: ספר חבקוק、英語: Book of Habakkuk）は、旧約聖書（ヘブライ語聖書）中の一書であり、ユダヤ教では「後の預言者」に分類され、キリスト教では預言書（十二小預言書）に分類する。十二小預言書の8番目の預言書。3章からなる。正教会では『アワクム書』と呼ぶ。

## 預言者ハバクク
著者についての伝記的情報は不明。『ハバクク書』には「預言者」とのみ記されている。文体と内容から、エルサレム神殿に所属する預言者であった可能性が推測されている。『ハバクク書』3章は楽器の伴奏を伴う典礼上の祈祷として書かれており、ここからハバククも竪琴等を奏しながら祈祷を行う神殿付きの預言者であることが示唆されるとする。ハバククは旧約外典の『ダニエル書補遺』「ベルと竜」の登場人物でもある。ここではハバククはユダヤの預言者とされ、バビロンのライオンの洞窟にいるダニエルに超自然的な手段で遣わされ、食事を届ける。

## 歴史的文脈
カルデア、すなわちバビロニアが脅威として描かれている ことから、ユダ王国の末期に書かれたと推測する見解がある。エホヤキム王の治下、紀元前609年から紀元前598年が、ひとつの可能性として想定されうる。エルサレムがバビロニアに攻略されるのは紀元前598年である。バビロニアの残酷さは直接的な生々しさをもって描かれている。

## 主題
『ハバクク書』はユダヤが直面する民族的困難が増大する時代にあって、疑念が付されてきた神への絶対的な信頼と能力の妥当性という問題を扱っている。この時代の中東においては、神の絶対的な権能は、それを崇拝する国家の国力と直接に結び付けられていた。ユダヤ民族の衰退はこれを疑わしめるものであったが、ハバククは「民の悪行に対する神の怒り」「異民族による怒りの執行」という観点に立つことによって、民族的困難と神への信頼を両立させる。同時にここには、そのような他の諸国にも威力を及ぼす神の絶対性と将来の救済、「怒りのうちにも憐れみを忘れぬ神」 という観念がみられる。神は終極においてその支配権をあまねくおよぼし、その民を救い彼らに敵するものを滅ぼす。ハバククは、現在また近い将来ユダに臨む神の怒りと、遠く待望される神との和解と救済を、その預言のなかで提示している。
3章の冒頭に出てくる｢シグヨノテ(英訳:Shigionoth)｣というフレーズは、新改訳聖書では｢悲しみの歌｣と訳されると注がある。